# Sándor Schwartz
Alexandru (Sándor) Schwartz (ur. 18 stycznia 1909 w Târgu Mureș, zm. 1994) – rumuński piłkarz, reprezentant kraju.

## Kariera klubowa
Swoją przygodę z futbolem rozpoczął w wieku 16 lat w młodzieżowych zespołach Unirea Alba Iulia i SG Arad. W 1928 przez kilka miesięcy występował w pierwszej drużynie AMEF Arad. W tym samym roku podpisał kontrakt z węgierskim Szegedi AK. Wraz z zespołem dotarł do finału Pucharu Węgier w sezonie 1929/30. 
Po 2 latach opuścił ten klub i zasilił szeregi zespołu z czołówki Ligi I Ripensii. Z zespołem tym osiągnął 4 razy mistrzostwo Rumunii w sezonach 1932/1933, 1934/1935, 1935/1936, 1937/1938 oraz 2 razy Puchar Rumunii w sezonach 1933/1934 i 1935/1936. 
W czasie gry w Ripensii zadebiutował w reprezentacji Rumunii. W sumie wystąpił w 102 spotkaniach klubowych, strzelając 54 bramki. W 1939 drugoligowy zespół Minerul Lupeni. Pomógł drużynie w wywalczeniu drugiego miejsca w lidze na koniec sezonu 1939/1940. W 1940 zakończył karierę piłkarską.
| Sezon   | Klub               | Kraj    | Rozgrywki           | Mecze | Bramki |
| ------- | ------------------ | ------- | ------------------- | ----- | ------ |
| 1928    | AMEF Arad          | Rumunia |                     |       |        |
| 1928/29 | Szegedi AK         | Węgry   | Nemzeti Bajnokság I |       |        |
| 1929/30 | Szegedi AK         | Węgry   | Nemzeti Bajnokság I |       |        |
| 1930/31 | Ripensia Timișoara | Rumunia |                     |       |        |
| 1931/32 | Ripensia Timișoara | Rumunia |                     |       |        |
| 1932/33 | Ripensia Timișoara | Rumunia | Liga I              | 13    | 8      |
| 1933/34 | Ripensia Timișoara | Rumunia | Liga I              | 13    | 10     |
| 1934/35 | Ripensia Timișoara | Rumunia | Liga I              | 22    | 10     |
| 1935/36 | Ripensia Timișoara | Rumunia | Liga I              | 18    | 13     |
| 1936/37 | Ripensia Timișoara | Rumunia | Liga I              | 21    | 9      |
| 1937/38 | Ripensia Timișoara | Rumunia | Liga I              | 9     | 3      |
| 1938/39 | Ripensia Timișoara | Rumunia | Liga I              | 6     | 1      |
| 1939/40 | Minerul Lupeni     | Rumunia | Liga II             |       |        |

## Kariera reprezentacyjna
Karierę reprezentacyjną rozpoczął 12 czerwca 1932 w meczu przeciwko Francji, który jego zespół wygrał aż 6:3, a on sam w debiucie strzelił 2 bramki. W 1934 został powołany przez trenerów Josefa Uridila i Constantina Rădulescu na Mistrzostwa Świata 1934 we Włoszech. 
Jego reprezentacja poległa w pierwszej rundzie z Czechosłowacją 1:2. Schwartz nie zagrał w tym spotkaniu. Po raz ostatni w reprezentacji zagrał 8 września 1937 w przegranym 1:2 spotkaniu z Jugosławią. W sumie wystąpił w 10 spotkaniach i strzelił 8 bramek.
| Mecze i gole w reprezentacji | Mecze i gole w reprezentacji | Mecze i gole w reprezentacji | Mecze i gole w reprezentacji | Mecze i gole w reprezentacji | Mecze i gole w reprezentacji | Mecze i gole w reprezentacji |
| #                            | Data                         | Miasto                       | Przeciwnik                   | Gol                          | Wynik                        | Rozgrywki                    |
| ---------------------------- | ---------------------------- | ---------------------------- | ---------------------------- | ---------------------------- | ---------------------------- | ---------------------------- |
| 1.                           | 12.06.1932                   | Bukareszt                    | Francja                      | Gol · Gol                    | 6:3                          | towarzyski                   |
| 2.                           | 26.06.1932                   | Belgrad                      | Bułgaria                     |                              | 0:2                          | Balkan Cup                   |
| 3.                           | 28.06.1932                   | Belgrad                      | Grecja                       | Gol                          | 3:0                          | Balkan Cup                   |
| 4.                           | 02.10.1932                   | Bukareszt                    | Polska                       |                              | 0:5                          | towarzyski                   |
| 5.                           | 29.04.1934                   | Bukareszt                    | Jugosławia                   | Gol                          | 2:1                          | El. MŚ 1934                  |
| 6.                           | 24.06.1935                   | Sofia                        | Grecja                       |                              | 2:2                          | Balkan Cup                   |
| 7.                           | 10.05.1936                   | Bukareszt                    | Jugosławia                   |                              | 3:2                          | towarzyski                   |
| 8.                           | 17.05.1936                   | Bukareszt                    | Grecja                       | Gol · Gol                    | 5:2                          | Balkan Cup                   |
| 9.                           | 24.05.1936                   | Bukareszt                    | Bułgaria                     | Gol · Gol                    | 4:1                          | Balkan Cup                   |
| 10.                          | 08.09.1937                   | Belgrad                      | Jugosławia                   |                              | 1:2                          | towarzyski                   |

## Sukcesy
Ripensia Timișoara
- Mistrzostwo Liga I (4) : 1932/33, 1934/35, 1935/36, 1937/38
- Puchar Rumunii (2) : 1933/34, 1935/36

Szegedi AK
- Finał Pucharu Węgier (1) : 1929/30

Minerul Lupeni
- Wicemistrzostwo Liga II (1) : 1939/40